# Vi Sơn

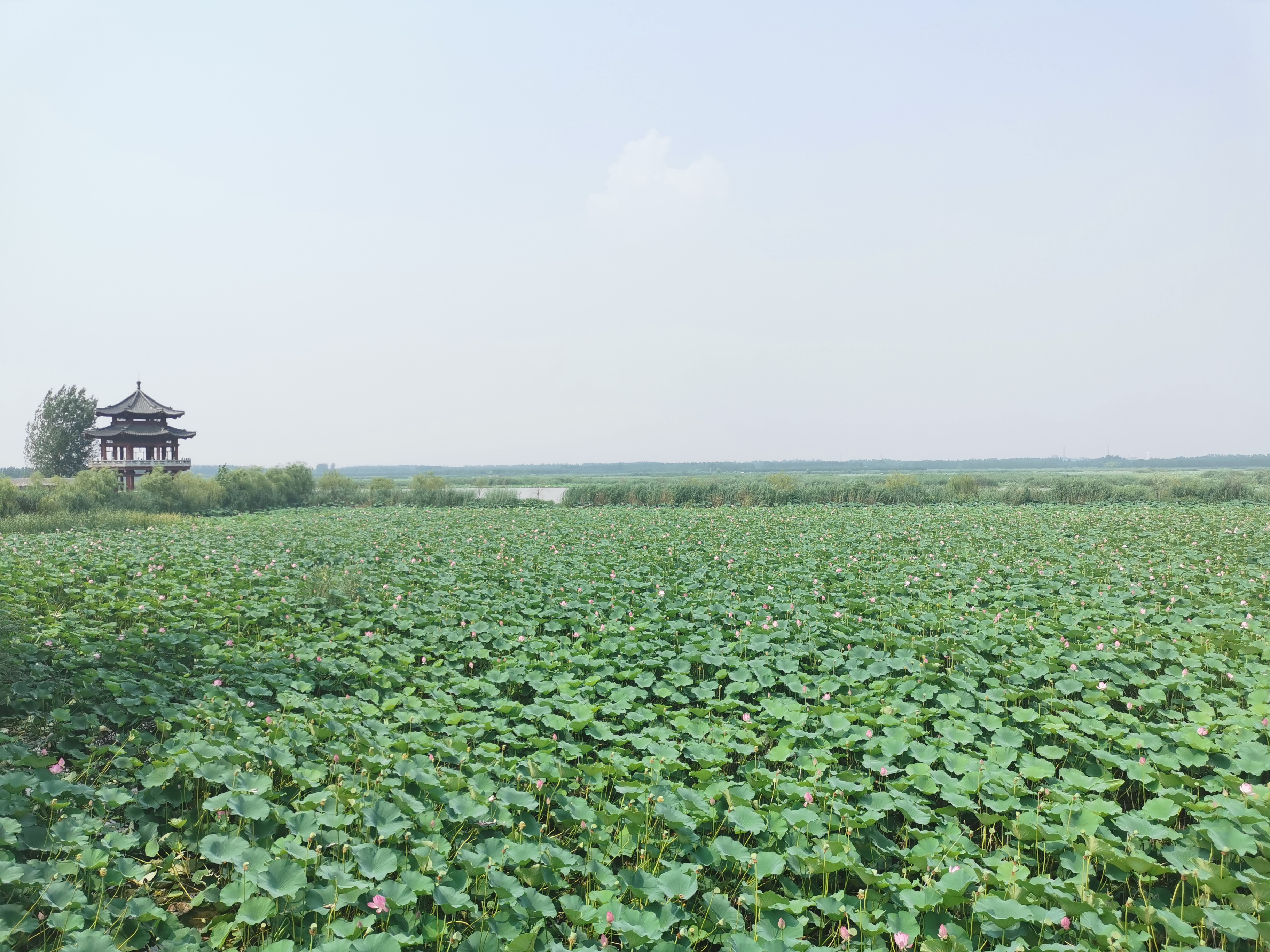
Hồ Vi Sơn

Vi Sơn (tiếng Trung: 微山县, Hán Việt: Vi Sơn huyện) là một huyện thuộc địa cấp thị Tế Ninh (济宁市), tỉnh Sơn Đông, Trung Quốc. Huyện này có diện tích 1780 km2, dân số năm 2001 là 680.000 người. Huyện Vi Sơn quản lý các đơn vị hành chính gồm 2 trấn, 6 hương.